# Льюис, Карл
Фре́дерик Ка́рлтон «Карл» Лью́ис (англ. Frederick Carlton "Carl" Lewis, род. 1 июля 1961[…], Бирмингем) — американский легкоатлет. Девятикратный олимпийский чемпион в спринтерском беге и прыжках в длину и восьмикратный чемпион мира. Один из немногих спортсменов, сумевших завоевать золото на 4 Олимпиадах подряд в одном и том же виде (1984, 1988, 1992 и 1996 — прыжки в длину). Кроме Льюиса никто из мужчин не выигрывал прыжки в длину на Олимпийских играх даже два раза.
Трижды подряд (1982, 1983 и 1984) признавался лучшим легкоатлетом мира. Семь раз был обладателем лучшего результата сезона в мире в прыжках в длину (1981—1985, 1988, 1992) и трижды — на дистанции 200 метров (1983, 1984, 1987). Лауреат Премии Принца Астурийского (1996).

## Спортивная карьера

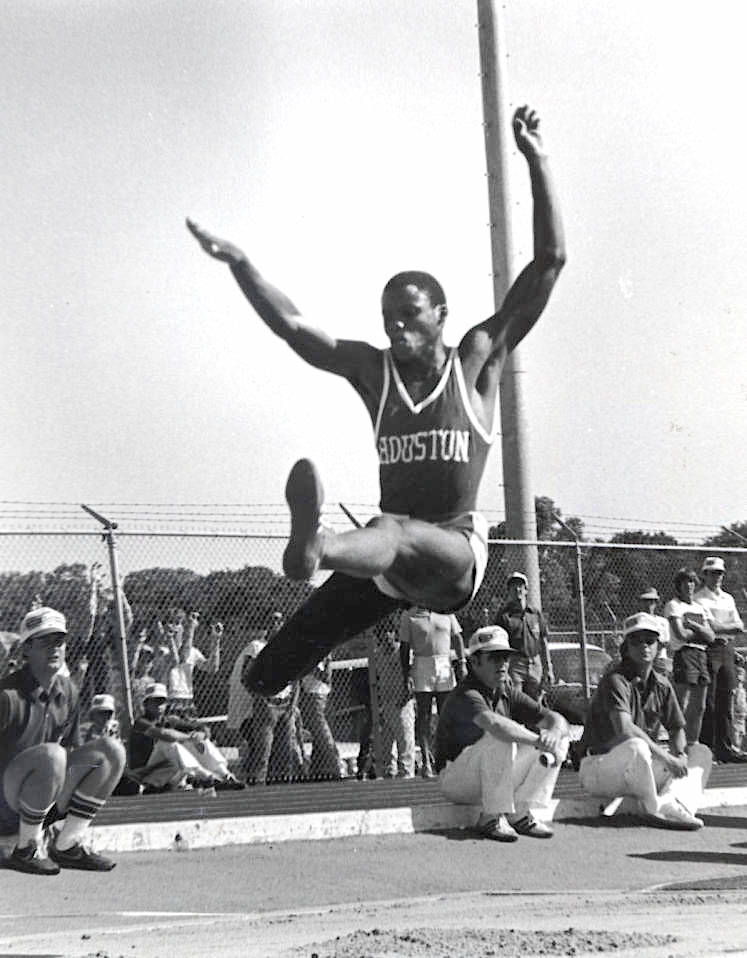
Карл Льюис выступает за университет Хьюстона

Льюис уникален тем, что на 4 своих Олимпиадах он участвовал в 10 видах программы и выиграл 9 золотых и одну серебряную награду. Единственный человек, который сумел опередить Льюиса на Олимпийских играх — это Джо Делоач, который в 1988 году в Сеуле выиграл забег на 200 метров с олимпийским рекордом 19,75 сек, а Льюис остался вторым с результатом 19,79 сек. Для Делоача это был единственный за карьеру старт на Олимпийских играх.
Там же в Сеуле в забеге на 100 метров Льюиса опередил канадец Бен Джонсон, но впоследствии он был дисквалифицирован, и золото перешло к Льюису. Также в Сеуле Льюис должен был бежать в составе эстафеты 4×100 м в финальном забеге, но сборная США была дисквалифицирована ещё на стадии предварительных забегов (без участия Льюиса) из-за неправильной передачи эстафеты и таким образом не пробилась в финал.
На чемпионате мира 1991 года Льюис выдал феноменальную серию прыжков в длину — 8,83, 8,91, 8,87, 8,84 м. Самый дальний из этих прыжков был лучше «вечного» рекорда Боба Бимона, установленного на Олимпийских играх 1968 в Мехико, но попутный ветер в момент прыжка слегка превысил допустимое значение, и результат не был засчитан как рекордный. Победителем же стал Майк Пауэлл, установивший мировой рекорд в 8,95 м, прыгнув при скорости ветра, не превысившей допустимого значения.
В 1996 году в Атланте Льюис участвовал только в прыжках в длину (которые выиграл) и изначально не планировал участвовать ни в одной из беговых дисциплин. Но после своей победы в прыжках в длину Льюис почувствовал в себе силы принять участие в эстафете 4×100 м и предпринял попытку (в том числе и через прессу) добиться от тренеров сборной США своего включения в команду. Однако тренеры отказали 9-кратному олимпийскому чемпиону, и в составе эстафеты бежали те, кто попал туда по спортивному принципу. В итоге американцы уступили в финале сборной Канады, ведомой олимпийским чемпионом Атланты на дистанции 100 м Донованом Бэйли.

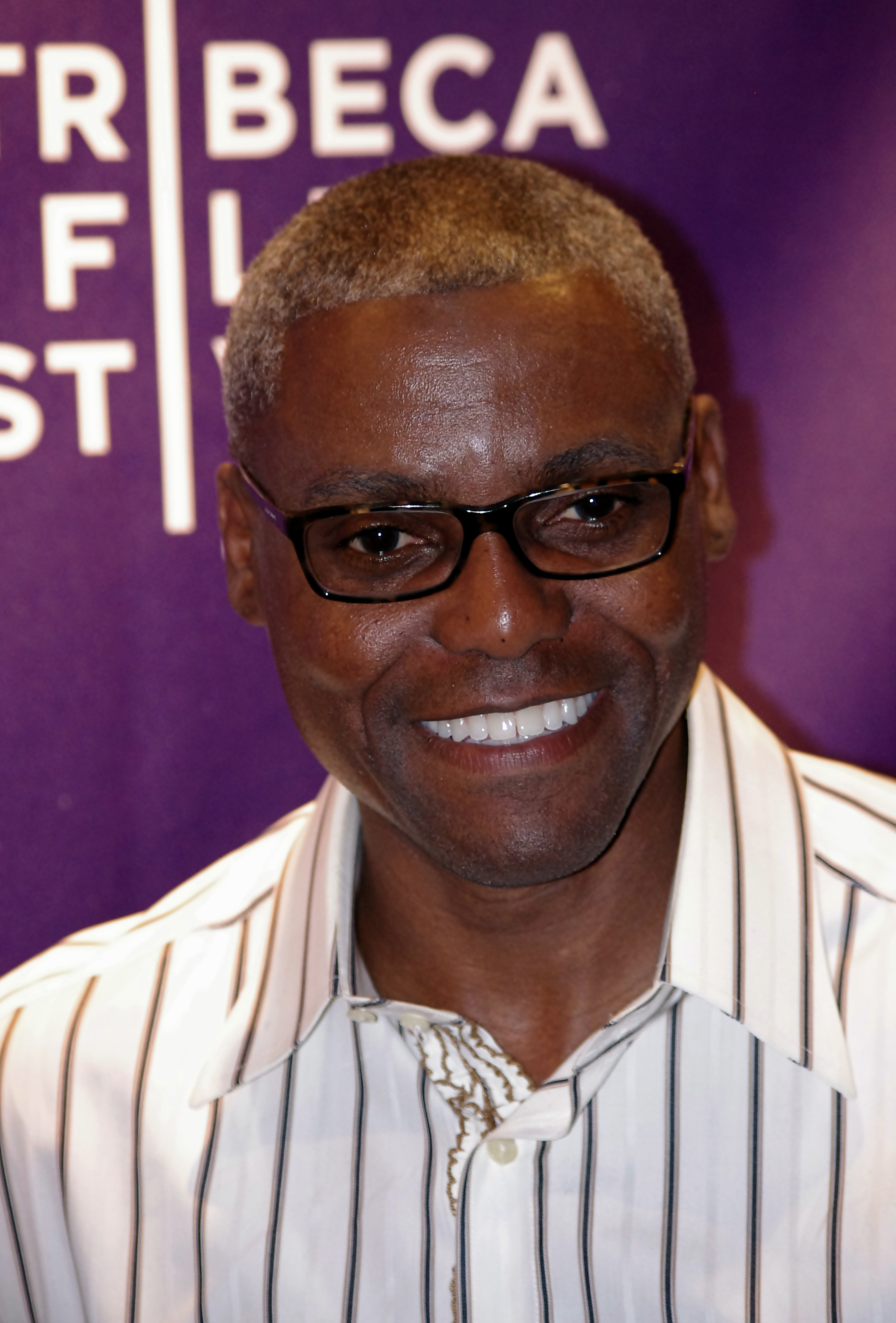
2011 год

Завершил спортивную карьеру в 1997 году.
Младшая сестра Карла Кэрол Льюис (род. 1963) также занималась лёгкой атлетикой (прыжками в длину) и участвовала в Олимпийских играх 1984 и 1988 годов (9-е место в 1984 году), а также выиграла бронзу на чемпионате мира 1983 года в Хельсинки. В начале 2000-х Кэрол занималась бобслеем, участвовала в этапах Кубка мира в качестве разгоняющей и даже претендовала на поездку на Олимпийские игры 2002 года в Солт-Лейк-Сити.

## Факты
- В 1979 году на Спартакиаде народов СССР занял третье место с результатом 803 см.
- Клуб НБА «Чикаго Буллз» задрафтовал Карла Льюиса под общим 208-м номером в 1984 году. Клуб НФЛ «Даллас Ковбойз» также задрафтовал Льюиса в 1984 году в 12-м раунде драфта. Льюис никогда не играл в баскетбол или американский футбол на профессиональном уровне, и эти почётные выборы на драфте были связаны с высокой популярностью Льюиса после того, как на Олимпийских играх-1984 он выиграл 4 золотые медали.
- Семикратный чемпион мира в классе Формула-1 Льюис Карл Дэвидсон Хэмилтон, родившийся через полгода после триумфа Карла Льюиса на Олимпиаде в Лос-Анджелесе, был назван в честь легкоатлета[5].
- В 1980 году 18-летний Льюис квалифицировался на Олимпийские игры в Москве в прыжках в длину и в эстафетной команде 4×100 м, но не сумел поехать в СССР, так как США бойкотировали московскую Олимпиаду.
- Изображён на почтовой марке Азербайджана.

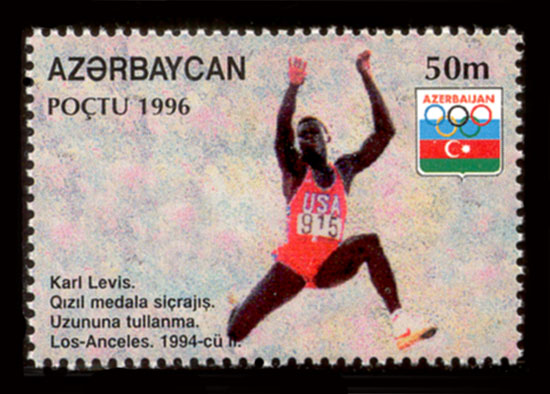
Карл Льюис на марке Азербайджана